# 克萊蒙伯爵弗朗索瓦
弗朗索瓦·亨利·路易斯·玛丽（法語：François Henri Louis Marie，1961年2月7日—2017年12月30日），奥尔良王子，克莱蒙伯爵，是法国王室-奥尔良派首领巴黎伯爵亨利亲王的长子。因为其母親懷孕時感染弓蟲症，使他先天有嚴重心理缺陷，無法履行身為長子的家族責任。於是，他于2006年被父亲剥夺继承权，改由弟弟旺多姆公爵讓成為第一順位繼承人。
他終生未婚。